# Máquina de ordeño

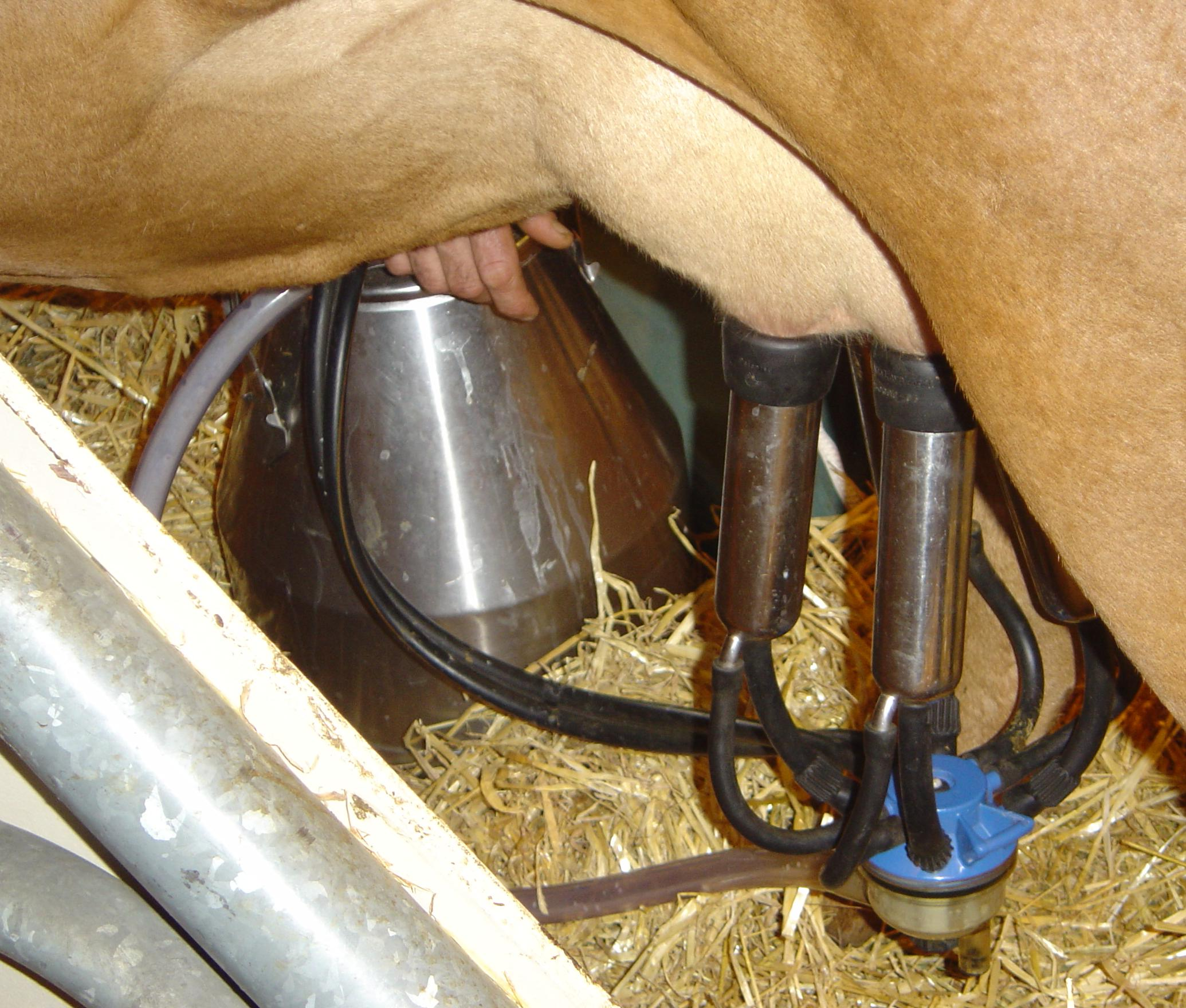
Máquina ordeñadora.

La máquina de ordeño es un aparato que permite realizar el ordeño mecánico de los animales de ganadería lechera ( vacas, cabras, ovejas...).
El elemento principal de estas máquinas es la copa de ordeño que se aplica al pezón e imita la succión ejercida por la cría. Las pulsaciones de la copa de ordeño, secuencia regularmente las fases de succión y masaje por medio de un pulsador.
Una máquina de ordeño, al encontrarse en contacto directo con el animal, debe estar regulada de forma muy precisa para evitar cualquier lesión y que no pueda causar la aparición de mastitis. La limpieza y desinfección de todas las partes de la máquina es fundamental para evitar enfermedades. 
La máquina de ordeño por vacío continuo fue perfeccionada por el norteamericano Calvin en 1860.
El «National Dairy Shrine», ubicado en Ohio, Estados Unidos, es un grupo fundado en 1949 para preservar la industria láctea y recopilar su historia.
Hasta finales del siglo XX, la máquina de ordeño requería la presencia de un operador humano para lavar los pezones de la vaca e instalar las copas ordeñadoras. La retirada de la copa de las ordeñadoras se está automatizando cada vez más (mediante la detección de la parada del descenso de leche) y en los años 2000 ha aparecido una máquina de ordeño totalmente automática. 
Estos «robots de ordeño» son capaces de alertar al ganadero de una disminución sospechosa de leche, o de analizar en tiempo real la calidad de esta. El ganadero puede usar esta información para ajustar la dieta de los animales, o llevar a cabo un minucioso examen médico para analizar las causas de las variaciones observadas.